# Cranc de senyal
El cranc de senyal (Pacifastacus leniusculus) és una espècie de crustaci decàpode d'aigua dolça de la família Astacidae, originari de la costa oest d'Amèrica del Nord. És de color marró i verd i pesa al voltant de 100 grams. Habita en rius, llacs i fins i tot aigües salobres, alimentant-se d'una gran varietat de d'animals i plantes, inclosos altres crancs de riu. A Catalunya, el podem trobar en alguns rius, com el Llobregat, i al Ter on actua com una espècie invasora.

## Distribució
Aquesta espècie és originària d'Amèrica del Nord, concretament de la part de costa oest que comprèn des de Califòrnia (Estats Units d'Amèrica) fins a la Colúmbia Britànica (Canadà). Ha sigut introduït a estats propers, com Nevada i Utah però també en molts llocs diferents del món, com Europa, Japó o Rússia, iniciant la seva propagació als anys 1960. A Espanya va ser introduït voluntàriament per l'administració pública entre 1974 i 1975 en dues astacifactories dels rius Cifuentes (Guadalajara) i Ucero (Sòria) i a partir d'allà s'ha estès a gran part del territori, inclosa Catalunya.

## Morfologia i ecologia

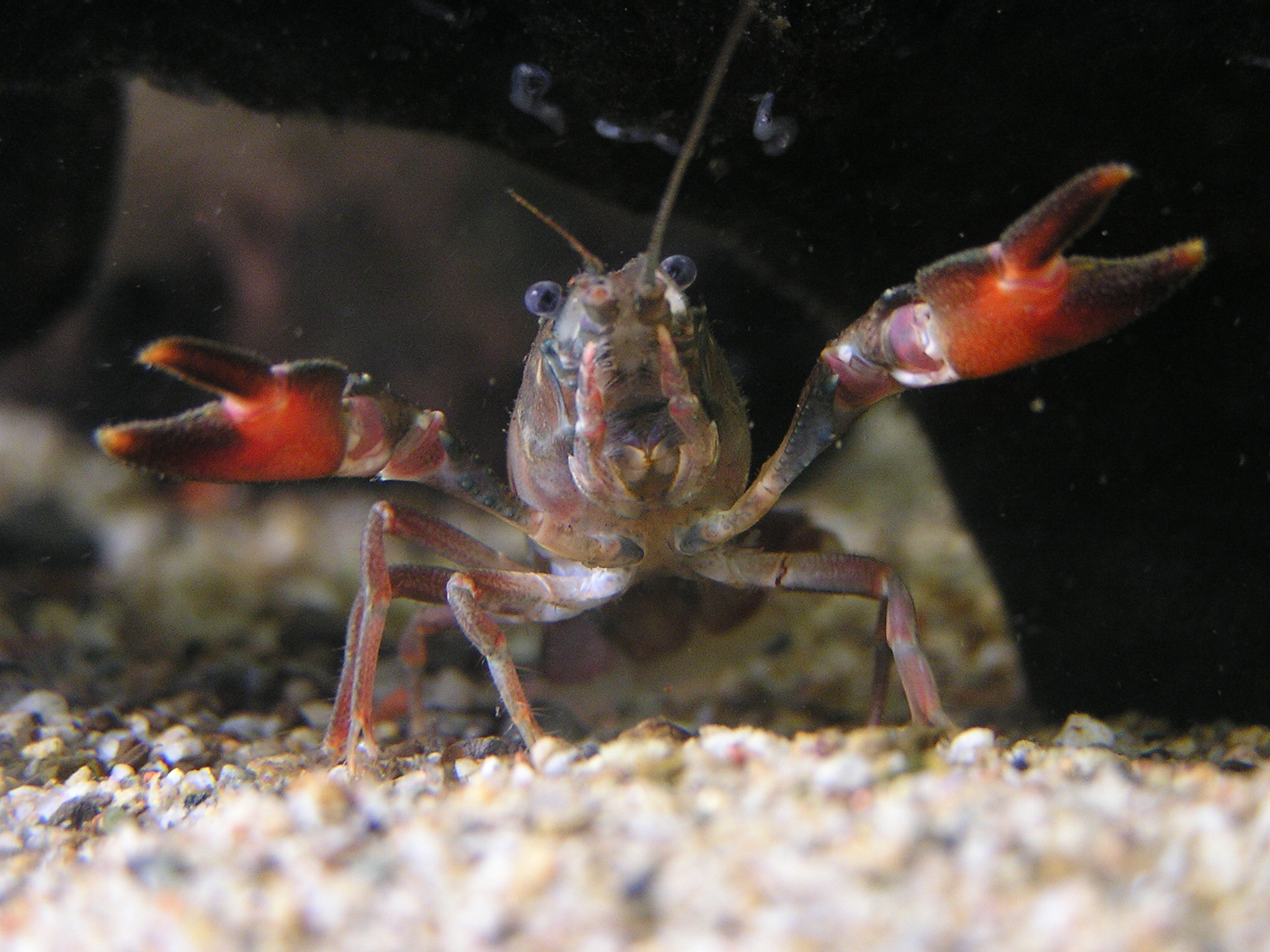
Juvenil en un aquari

Assoleix mides d'entre 14 i 18 cm de llargada, pesa al voltant de 100-150 grams, i és d'un color verd marronós bastant uniforme. Té unes pinces fortes i massives, amb la cara ventral vermellosa. En la unió entre els dits fixos i els mòbils de les pinces es pot apreciar una taca clara, molt característica, que és la que li dona el seu nom vulgar. És un invertebrat omnívor, i la majoria de la seva dieta es basa en els detritus. Aquesta espècie, com la majoria de crancs provinents d'Amèrica del Nord, és portadora d'afanomicosi, malaltia provocada pel fong paràsit Aphanomyces astaci, que afecta greument el cranc de riu ibèric, en estat de conservació vulnerable.
El cicle de vida del cranc senyal és el típic de la família astacidae: la femella pon entre 200 i 400 ous després de l'aparellament i els porta sota la cua fins que estan preparats per descloure a la primavera. Els juvenils passaran per 3 mudes abans de deixar la seva mare. La maduresa sexual s'assoleix a partir dels 2 o 3 anys, mentre que l'esperança de vida pot arribar fins a 20 anys.